# Живильник
Живильник (рос. питатель, англ. feeder, нім. Speiser m) -
- 1) Клапан, що регулює надходження води, пального тощо в машину, апарат і т.і.

- 2) Машина або пристрій для рівномірної подачі регульованої кількості вихідного матеріалу в різні види технологічного (наприклад, збагачувального) устаткування.

Механічні живильники поділяються: з безперервним поступальним рухом робочого органу (пластинчасті, стрічкові, ланцюгові, скребкові, ґвинтові), із зворотно-поступальним рухом (лоткові, маятникові, коливні, вібраційні, електровібраційні, поршневі) та з обертовим рухом (тарілчасті або дискові, лопатеві, барабанні, крильчасті, шнекові, роторні, столи дозувальні).
Пластинчасті, ланцюгові і коливні живильники використовують, в основному, при великогрудковій гірничій масі, стрічкові, маятникові та вібраційні — при середніх розмірах грудок; тарілчасті, стрічкові та гвинтові — при легкосипких і дрібногрудкових матеріалах. Продуктивність живильника — 35-1000 т/год. Для стрічкових, скребкових і пластинчастих живильників вона обумовлюється площею перерізу потоку вантажу і швидкістю його руху, а для коливних, вібраційних і мая-тникових — площею перерізу, амплітудою і частотою коливань робочого органу. Тип живильників вибирається в залеж-ності від властивостей матеріалу, необхідної продуктивності та точності регулювання його потоку. Якщо Ж. виконує кількісне регулювання технологічного потоку або окремого компоненту, що надходить до процесу, він служить дозатором.